# Brachygrammatella indica
Brachygrammatella indica är en stekelart som beskrevs av Gennaro Viggiani och Hayat 1974. Brachygrammatella indica ingår i släktet Brachygrammatella och familjen hårstrimsteklar. Inga underarter finns listade.